# Thiesi
Thiesi (en sard, Thiesi) és un municipi italià, dins de la província de Sàsser. L'any 2007 tenia 3.165 habitants. Es troba a la regió de Meilogu. Limita amb els municipis de Bessude, Borutta, Cheremule, Cossoine, Giave, Ittiri, Romana i Villanova Monteleone.

## Administració
| Període | Identitat          | Partit        |
| ------- | ------------------ | ------------- |
| 2010-   | Gianfranco Soletta | Llista cívica |